# ويليام دوتوا
ويليام دوتوا (بالفرنسية: William Dutoit)‏ (18 سبتمبر 1988 في فرنسا - ) هو لاعب كرة قدم فرنسي في مركز حراسة المرمى. لعب مع نادي سينت ترويدن ونادي سيراين.

## روابط خارجية
- ويليام دوتوا على موقع قاعدة بيانات كرة القدم.إي يو (الإنجليزية)
- ويليام دوتوا على موقع Soccerway.com (الإنجليزية)